# Притвиц, Зигмунд Мориц
Зигмунд Мориц фон Притвиц (нем. Siegmund Moritz von Prittwitz; 1747—1822) — прусский генерал-лейтенант от кавалерии.

## Кавалер орденов
- Прусский Pour le Mérite (24 сентября 1792)[1]
- Прусский Орден Красного орла  (1807)[2]
- Русский Орден Святой Анны 1-й степени (2 марта 1808)[3]